# Anton Josef Dräger

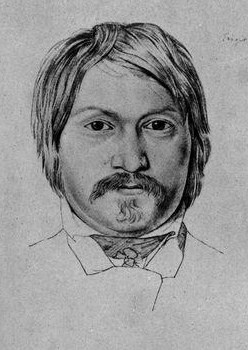
Anton Josef Dräger

Anton Josef Dräger (* 9. September 1794 in Münstermaifeld; † 26. Juli 1833 in Rom) war ein deutscher Maler.

## Leben
Er war der Sohn des Martin Dräger, Schöffe in Münstermaifeld und Verwalter des damaligen Heilig-Geist-Hospitals, und der Anna Katharina Vacano. Sein Großvater war der Universitätsprofessor zu Trier und Schöffe Nikolaus Josef Dräger.
Dräger studierte ab 1817 an der Kunstakademie Dresden bei Gerhard von Kügelgen. Vier Jahre später (1821) ging er mit anderen deutschen Malern (u. a. Carl Götzloff, Carl Georg Schumacher und Dietrich Wilhelm Lindau) nach Rom, das er am 25. Oktober erreichte. Er lebte und arbeitete dort bis zu seinem frühen Tod mit nicht einmal 39 Jahren. In Rom wurde er als Mitbegründer der Ponte Molle-Gesellschaft bekannt, dem Vorläufer des Deutschen Künstlervereins von 1845.
Dräger war mit dem Maler Erwin Speckter (1806–1835) befreundet, bekannt war er in Rom auch mit Carl Gottlieb Peschel. Der preußische Gesandte Christian Karl Josias Freiherr von Bunsen gehörte zu seinem Freundeskreis ebenso wie der Leiter der königlich hannoverschen Gesandtschaft und Kunstsammler August Kestner.

## Werke

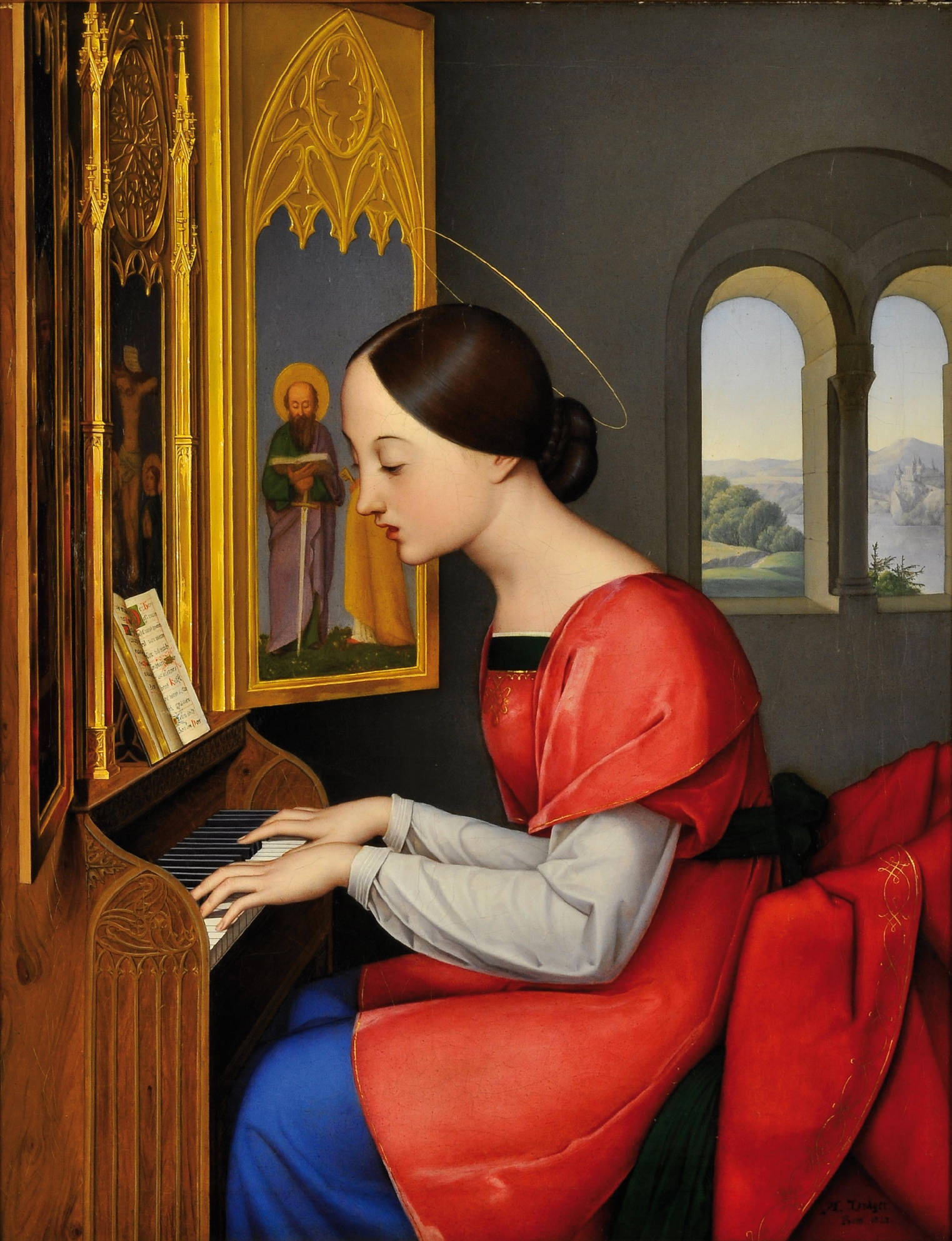
Heilige Cäcilie, 1823, Öl auf Leinwand, Inv. Nr. 1.1.1095

Dräger orientierte sich an Goethes Farbenlehre und begann seine Experimente mit grauen Untermalungen. In seinen Werken nahm er die Niederländer und Venezianer als künstlerisches Vorbild und wurde von seinen Kollegen wegen seiner „koloristischen Begabung“ gerühmt. Unter den Deutschen in Rom war Dräger der erste Künstler, der mit einem betonten Kolorismus die um diese Zeit beginnende Wendung zum „Malerischen“ vollzog. Dräger habe alles mehr oder weniger der Farbe geopfert, heißt es deshalb auch.
Die Gemälde Drägers befinden sich heute in bekannten Museen, z. B. in Kopenhagen, Rom, Berlin, Dresden, Hannover und Trier. Dazu gehören u. a.
- 1822: Heilige Cäcilie, Staatliche Schlösser und Gärten Hessen – Schloss Weilburg
- 1824: Rahel und Jacob am Brunnen (Abbildung), Stadtmuseum Simeonstift Trier
- 1828: Moses am Brunnen
- Christi Grablegung (Abbildung)
- Männliche Körper (Abbildung)